# Kostel svatého Jiljí (Bystřice pod Hostýnem)
Kostel svatého Jiljí v Bystřici pod Hostýnem je římskokatolický farní kostel v obci Bystřice pod Hostýnem na Kroměřížsku. Je chráněn jako kulturní památka.

## Historie
Jednolodní chrám sv. Jiljí na Masarykově náměstí stojí tam, kde podle záznamů z roku 1368 byl původní kostel se hřbitovem. Roku 1545 byl založen nový hřbitov za městem, ale starý se používal dál a také krypta v kostele, do níž byly roku 1584 uloženy ostatky Přemka Prusinovského z Víckova, rytíře Řádu Božího hrobu.
Poslední mužský potomek Rottalů, hrabě František Antonín z Rottalu (1717–1767), nechal v Bystřici postavit nový farní kostel sv. Jiljí v barokním slohu. Práci zadal holešovskému staviteli a sochaři Tomáši Šturmovi.
Vnitřní klenba kostela má výšku 24 metrů. Kostel má osm prosklených oken, síla zdi je přes 1 m, délka kostela 41,5 m, šířka 16,8 m. Celková výška kostela s věží a křížem je 56 m. Původně přiléhala ke kostelu z vnější strany kaple sv. Kříže, střecha byla kryta šindelem.
Součástí oltáře s dnešní podobou Madony je kopií poslední práce Dr. Františka Ondrúška. Za oltářem Madony je velký obraz sv. Jiljí od malíře Jana Hofera (1786–1864) a nad ním rodový erb Jana Jakuba Leonarda della Rovere hraběte z Monte l'Abbate, manžela Marie Amálie, dcery Františka Antonína z Rottalu. Z jejich podnětu byl kostel sv. Jiljí opravován. Mramorová křtitelnice u kněžiště je z roku 1758, velmi stará je také kamenná křtitelnice u vchodu. Obě jsou památkově chráněny.
V druhé polovině 18. století bylo postupně vybudováno pět oltářů: sv. Tekly (1751), sv. Floriana (1768), sv. Barbory (1778), sv. Jana Nepomuckého a sv. Josefa (oba 1781).
Ve 20. a 30. letech 20. století navrhl výmalbu kostela Jano Köhler (1873–1941), autor mozaikových obrazů nové křížové cesty s Jurkovičovými kapličkami na svatém Hostýně. Z jeho freskových maleb se zachovala stropní malba Krista Krále na vítězném středovém oblouku, sv. Václav u křtitelnice, vlevo v kněžišti sv. Jan Sarkander, Cyril a Metoděj a Klement Hoffbauer, vpravo sv. František z Assisi, sv. Alžběta Durynská a sv. Anežka Česká. Výmalbu kostela provedl bystřický malíř Jan Ježek (1879–1960), od něhož je vpravo nad bočním vchodem freska sv. Ludmila. Veškeré řezbářské práce, včetně dřevěných lavic, pocházejí z mistrovské dílny bystřického řezbáře Josefa Jahody (1881–1960).
Varhany s barokním dekorem byly na kůr instalovány již v roce 1756 a v době Loudonů roku 1840 zcela přestavěny. Poslední přestavbu prováděla firma Rieger-Kloss Krnov za druhé světové války a definitivně ji zakončila v roce 1945.
Zvony bývaly v Bystřici čtyři: sv. Jiljí (1094 kg), sv. Jan Nepomucký (429 kg), zvon zasvěcený Kristu na hoře Olivetské (692 kg) a sv. Michal (31 kg, v kapli sv. Vavřince, hřbitovní zvon). Všechny byly v roce 1917 zabaveny k válečným účelům a až roku 1921 na základě veřejně sbírky ulity dva nové zvony: Arnošt (velký laděn na Gis, jméno podle hlavního mecenáše hraběte Arnošta Loudona) a Václav (menší, ladění na H, jméno dle mecenáše továrníka Václava Zbořila). Třetí zvon Vladimír (největší, laděn na Fis, mecenáš Msgr. Vl. Worel) byl pořízen v roce 1936, ale také on musel být odevzdán Němcům. Roku 1942, když byl spouštěn z věže, se utrhl a rozbil. Malý pohřební zvon sv. Michal se nepoužívá.